# NGC 334
NGC 334 (również PGC 3514) – galaktyka spiralna z poprzeczką (SBb), znajdująca się w gwiazdozbiorze Rzeźbiarza. Odkrył ją John Herschel 25 września 1834 roku.